# Lomariopsis muriculata
Lomariopsis muriculata är en ormbunkeart som beskrevs av Holtt. Lomariopsis muriculata ingår i släktet Lomariopsis och familjen Lomariopsidaceae. Inga underarter finns listade.